# Nemesia anfracta
Nemesia anfracta är en flenörtsväxtart som beskrevs av William Philip Hiern. Nemesia anfracta ingår i släktet nemesior, och familjen flenörtsväxter. Inga underarter finns listade i Catalogue of Life.